# Lepidosaphes mexicana
Lepidosaphes mexicana är en insektsart som först beskrevs av Cockerell 1898.  Lepidosaphes mexicana ingår i släktet Lepidosaphes och familjen pansarsköldlöss. Inga underarter finns listade i Catalogue of Life.